# Лирој (Тексас)
Лирој (енгл. Leroy) град је у америчкој савезној држави Тексас. По попису становништва из 2010. у њему је живело 337 становника.

## Демографија
Према попису становништва из 2010. у граду је живело 337 становника, што је 2 (0,6%) становника више него 2000. године.
| Група             | 2000.       | 2010.       |
| Белци             | 312 (93,1%) | 310 (92,0%) |
| Афроамериканци    | 15 (4,5%)   | 13 (3,9%)   |
| Азијати           | 0 (0,0%)    | 0 (0,0%)    |
| Хиспаноамериканци | 7 (2,1%)    | 13 (3,9%)   |
| Укупно            | 335         | 337         |